# Бартенсхаген-Паркентин
Бартенсхаген-Паркентин (њем. Bartenshagen-Parkentin) општина је у њемачкој савезној држави Мекленбург-Западна Померанија. Једно је од 59 општинских средишта округа Бад Доберан. Према процјени из 2010. у општини је живјело 1.285 становника. Посједује регионалну шифру (AGS) 13051006.

## Географски и демографски подаци
Бартенсхаген-Паркентин се налази у савезној држави Мекленбург-Западна Померанија у округу Бад Доберан. Општина се налази на надморској висини од 22 метра. Површина општине износи 15,2 km². У самом мјесту је, према процјени из 2010. године, живјело 1.285 становника. Просјечна густина становништва износи 85 становника/km².